# Circuito de Lorena

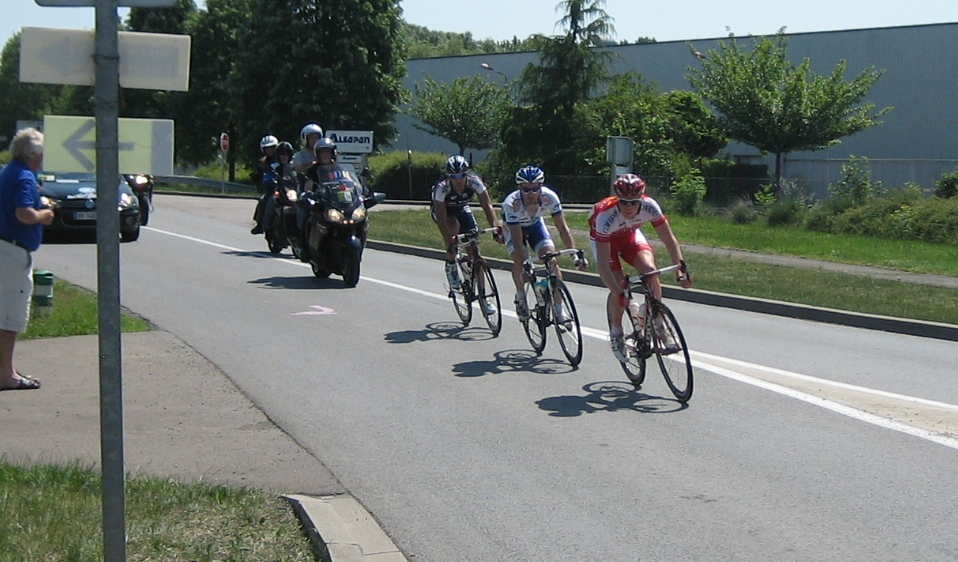
Circuit de Lorraine - Etapa 4 en Boulay-Moselle (km 104,5). Los tres pilotos de entonces, Gianluca Maggiore, Jonathan Hivert y Romain Zingle (de izquierda a derecha).

El Circuito de Lorena (oficialmente: Circuit de Lorraine) es una carrera ciclista profesional por etapas disputada en Lorraine, en el este de Francia.
Creada en 1956 bajo el nombre de Circuit des Mines, fue una prueba amateur hasta 1994. Se convirtió en profesional en 1995. El nombre de Circuit de Lorraine sustituyó al de Circuit des Mines en 2005 concediendo con la creación de los Circuitos Continentales UCI donde está integrada en el UCI Europe Tour dentro de la categoría 2.1.

## Palmarés
| Año       | Ganador                | Segundo               | Tercero               |
| --------- | ---------------------- | --------------------- | --------------------- |
| 1956      | Pierre Lambolez        | Paul Berné            | Bernard Linder        |
| 1957      | Henri Wasilewski       | Pierre Lambolez       | Paul Fallot           |
| 1958      | René Osterdag          | Guido Anzile          | Marcel Hocquaux       |
| 1959      | Noël Chavy             | Henri Guillier        | François Gehlhausen   |
| 1960      | Marcel Hocquaux        | Roger Castel          | Mario Zuliani         |
| 1961      | Robert Duveau          | René Osterdag         | Albert Platel         |
| 1962      | Guido Anzile           | Marcel Hocquaux       | Désiré Cartigny       |
| 1963      | Elio Gerussi           | Burkhard Ebert        | Marcel Hocquaux       |
| 1964      | Jean-Pierre Magnien    | Léopold Vergauwe      | Nicolas Manzo         |
| 1965      | Maurice Izier          | René Bingelli         | Daniel Labrouille     |
| 1966      | Jan Van Der Horst      | Nol Kloostermann      | André Wilhelm         |
| 1967      | Joseph Pare            | Derek Harrisson       | René Grelin           |
| 1968      | Fedor den Hertog       | Erwin Thalmann        | Martin Gombert        |
| 1969      | Joop Zoetemelk         | Jean-Pierre Boulard   | Mathijs De Koning     |
| 1970      | Andrejz Kaczmarek      | Jan Stachura          | Aimable Denhez        |
| 1971      | Mathijs De Koning      | Arie Hassink          | Gerrie Knetemann      |
| 1972-1976 | No se organizó         |                       |                       |
| 1977      | Johan Van Den Meer     | Jacques Desportes     | Daniel Wiesner        |
| 1978      | Gérrit Mak             | Adri Van Opdorp       | Jan De Nijs           |
| 1979      | Anthony Doyle          | Christian Poulignot   | Alain Coppel          |
| 1980      | Frédéric Vichot        | Pascal Guyot          | Roberto Rastello      |
| 1981      | Régis Simon            | Teun van Vliet        | Patrice Boulard       |
| 1982      | Jean-Paul Hosotte      | Mathieu Hermans       | Patrick Hosotte       |
| 1983      | Zbigniew Krasniak      | Arie Hassink          | Patrick Hosotte       |
| 1984      | Teun van Vliet         | Darryl Webster        | Zbigniew Krasniak     |
| 1985      | Pascal Lance           | Paul Curran           | Peter Longbottom      |
| 1986      | Paul Curran            | René Bittinger        | John Tonks            |
| 1987      | Gilles Figue           | Michel Friedmann      | John Carlsen          |
| 1988      | Pascal Lance           | Paul Curran           | Lutz Nippen           |
| 1989      | Bruno Huger            | Eric Cent             | Zbigniew Krasniak     |
| 1990      | Régis Simon            | Dominique Chignoli    | Andrej Mackowski      |
| 1991      | Nikolai Galitchanine   | Pascal Deramé         | Youri Sourkov         |
| 1992      | Diego Ferrari          | Jean-Pierre Bourgeot  | Jean-Philippe Duracka |
| 1993      | Jean-Christophe Currit | Denis Leproux         | Saulius Sarkauskas    |
| 1994      | Christophe Mengin      | Piotr Wadecki         | Ivanas Romanovas      |
| 1995      | Grégoire Balland       | Sergueï Ivanov        | Jurgen Gilsing        |
| 1996      | Stefano Dante          | Sergueï Ivanov        | Marc Streel           |
| 1997      | Eddy Seigneur          | Denis Leproux         | Frédéric Gabriel      |
| 1998      | Alexandre Vinokourov   | Michael Sandstød      | Damien Nazon          |
| 1999      | Arturas Kasputis       | Christophe Oriol      | Zbigniew Piątek       |
| 2000      | Nicki Sørensen         | Gilles Maignan        | Stéphane Bergès       |
| 2001      | Chris Newton           | Daniel Schnider       | Nathan O'Neill        |
| 2002      | Giampaolo Cheula       | Morten Sonne          | Andy Flickinger       |
| 2003      | Guillaume Auger        | Émilien-Benoît Bergès | Andrej Pitchelkin     |
| 2004      | Joost Posthuma         | Jukka Vastaranta      | Lars Boom             |
| 2005      | Andris Nauduzs         | Koji Fukushima        | Sven Renders          |
| 2006      | Mauricio Soler         | Eddy Ratti            | Eduardo Gonzalo       |
| 2007      | Jörg Jaksche           | Martijn Maaskant      | Eduardo Gonzalo       |
| 2008      | Steve Chainel          | Jonathan Hivert       | Hannes Blank          |
| 2009      | Matteo Carrara         | Maxime Mederel        | José Mendes           |
| 2010      | Fabio Felline          | Pierre Rolland        | Matteo Carrara        |
| 2011      | Anthony Roux           | Thomas De Gendt       | Julien Simon          |
| 2012      | Nacer Bouhanni         | Steven Tronet         | Marco Marcato         |